# Phare arrière de Ocos
Le phare arrière de Ocos (en espagnol : Faro de Ocos) est un phare actif situé près de la ville de Ocos, dans le Département de San Marcos au Guatemala.

## Histoire
Ce feu arrière est situé à environ 5 km à l'ouest de Ocos. Il se trouve à 350 mètres au nord-est du phare avant. Il marque conjointement la frontière.

## Description
Ce phare est une tour carrée en béton, avec une galerie hexagonale et une lanterne de 24 m de haut, attenant à un petit local technique d'un étage. La tour est peinte avec des rayures verticales bleues et blanches (le motif de couleur du drapeau guatémaltèque). Il émet, à une hauteur focale d'environ 29 m, un éclat blanc par période de 4 secondes. Sa portée n'est pas connue.
Identifiant : Amirauté : G3397.5 - NGA : 111-15354.5 .

### Lien connexe
- Liste des phares du Guatemala